# Переименованные улицы Душанбе
Переименованные улицы Душанбе — список улиц и проспектов Душанбе, переименовывавшихся за всю историю города. Для удобства поиска справа указаны современные названия улиц, а слева — их прошлые названия.

## Проспекты
- пр. Ленина→пр. Рудаки[1]
- пр. Правды→пр. Саади Шерози[2]
- пр. Путовского→пр. Исмоила Сомони[1]
- пр. Путовского→пр. Нусратулло Махсума[1]

## 1-9
- ул. 1-2 селекционная[1] →ул. Мирзобек→ул. Гулобод
- ул. 9 января→ул. Сафармухаммада Айюби[3]
- ул. 40-лет Октября→ул. Рахмона Набиева[2]
- ул. 40-летия Октября→ул. Фурузон[4]
- ул. 40-лет Таджикистана→ул. Абдулахада Каххорова[2]

## А
- ул. Авул-1→ул. Бунёдкорон[3]
- ул. Авул-2→ул. Ободкорон[3]
- ул. Ак. Попова→ул. Ак. Акобира Адхамова[2]
- ул. Алексея Толстого→ул. Яккабог[4]
- ул. Алхитой→ул. Сабзазор[1]
- ул. Аманальная→ул. Саидали Вализода[1]

## Б
- ул. Бабушкина →ул. Бахтобод[4]
- ул. Баумана→ул. Султона Умарова[5]
- ул. Боткина→ул. Накибхона Туграла[2]
- ул. Будённого→ул. Акбара Махсумова[5]

## В
- ул. Варзобская→ул. Варзоб[6]
- ул. Ватутина→ул. Хайрулло Абдуллоева[5]
- ул. Верхняя Варзоб ГЭС→ул. Шаббода[6]
- ул. Войкова→ул. Рухафзо[7]
- ул. Володарского→ул. Минходжа Гуломова[3]
- ул. Воровского→ул. Шифо[4]

## Г
- ул. Гарби→ул. Деваштич[1]
- ул. Гастелло→ул. Гузарбог[4]
- ул. Гастелло (5-6 проезды)→ул. Сайфа Рахимзода Афарди[3]
- ул. Глинки→ул. Нурафзо[8]
- ул. Гоголя→ул. Махмадулло Холова[2]
- ул. Гончарова→ул. Гулрез[4]
- ул. Гризодубовой →ул. Абу Муслима[2]

## Д
- ул. Деповская→ул. Дилшоди Барно[1]
- ул. Дзержинского→ул. Горького→ул. Техрон[1]
- ул. Дмитрова→ул. Хамди[1]
- ул. Добролюбова→ул. Садокат[4]
- ул. Дунаевского→ул. Спитамен[2]

## Ж
- ул. Жданова→ул. Борбад[2]
- ул. Железняка→ул. Хикмата Ризо[5]

## З
- ул. Заводская→ул. Камонгарон[2]
- ул. Зарафшон-2→ул. Бобо Хамдама[1]

## И
- ул. Ибн Сино→ул. Лутфулло Бузургзаде[2]
- ул. Интернациональная→ул. Сафарали Раджабова[5]

## К
- ул. Каленина→ул. Авесто[2]
- ул. Камола→ул. Чинора Имомова[2]
- ул. Карла Маркса→ул. Лоика Шерали[9]
- ул. Карла Маркса 2-й проезд→ул. Зиёдулло Шахиди[1]
- ул. Кирова→ул. Шарифджона Хусейнзаде[2]
- ул. Клары Цеткин (Сино)→ул. Гаффора Мирзо[3]
- ул. Клары Цеткин (Фирдавси)→ул. Махмудбека Нарзибекова[3]
- ул. Коваля→ул. Фирдавси[2]
- ул. Кожзаводская→ул. Чармгарон[1]
- ул. Колхозная→ул. Фазлиддина Мухаммадиева[2]
- ул. Коммунальная→ул. Малики Собировой[1]
- ул. Коммунистическая→ул. Ш. Шотемура[2]
- ул. Комсомол→ул. Аргувон[4]
- ул. Комсомольская→ул. Фотеха Ниёзи[2]
- ул. Коргар→ул. Карин Манн[2]
- ул. Костюшко→ул. Муллоери Ванчи[1]
- ул. Котовского→ул. Абдуджаббора Каххори[5]
- ул. Кошевого→ул. Вахобджона Имонова[8]
- ул. Красноармейская→ул. Хабиба Ахрори[2]
- ул. Красных партизан→ул. Мирзо Турсунзаде[2]
- ул. Крупской→ул. Ашура Сафара[10]
- ул. Куйбышева→ул. Ак. Раджабовых[2]
- ул. Курганская→ул. Аминджона Шукухи[2]
- ул. Кутузова→ул. Дарвоз[2]

## Л
- ул. Ломоносова→ул. Нурулло Хувайдуллоева[3]
- ул. Ломоносова 2→ул. Низоми Ганджави[2]
- ул. Лутфи→ул. Лутфи Обидходжаева[1]

## М
- ул. Мазаева→ул. Гаффора Валаматзаде[2]
- ул. Макарова→ул. Зардушт[8]
- ул. Матросова→ул. Рустама Амаки[4]
- ул. Матюшенко→ул. Балъами[1]
- ул. Менделеева→ул. Зикрулло Ходжаева[1]
- ул. Менжинского→ул. Солехджона Богирова[11]
- ул. Мира→ул. Чаманзор[7]
- ул. Михайлова→ул. Самада Гани[2]
- ул. Мичурина→ул. Нарзикулова И.[2]
- ул. Молодая гвардия→ул. Рустама Каримова[10]
- ул. Морозова→ул. Малика Ашурова[12]
- ул. Московская→ул. Москва[6]

## Н
- ул. Набережная→ул. Мухиддина Аминзаде[1]
- ул. Нестерова → ул. Абдулкодирходжа Савдо[2]
- ул. Нижняя Варзоб ГЭС →ул. Гулсанг
- ул. Низами→ул. Бофанда

## О
- ул. Озодии Занон→ул. Фазлиддина Шахобова[2]
- ул. Орджоникидзе→ул. Бохтар[2]
- ул. Осипенко→ул. Сухайли Джавхаризаде[2]
- ул. Островского→ул. Хусрава Дехлави[2]

## П
- ул. Павлова→ул. Гулдаст[4]
- ул. Панфилова→ул. Бобо Джобирова[7]
- ул. Парвина→ул. Мирсаида Миршакара[2]
- ул. Пархоменко→ул. Мехрубон[1]
- ул. Первомайская→ул. Гафура Гулома[1]
- ул. Петровского→ул. Гулафшон[13]
- ул. Пионерская→ул. Гани Абдулло[2]
- ул. Пионерская 1-й проезд→ул. Ханифы Мавляновой[3]
- ул. Плеханова→ул. Зафара Нозима[5]
- ул. Подстанция→ул. Мирсаида Али Хамадони[1]
- ул. Привокзальная→ул. Кутби Кирома[3]
- ул. Проектная→ул. Мухаммада Осими[3]
- ул. Пролетарская→ул. Пулода Толиса[2]
- ул. Пугачёва→ул. Шарифа Рахимова[11]
- ул. Патрисы Лумумбы→ул. Пулоди[2]
- ул. Патрисы Лумумбы (2-9 проезды)→ул. Махмадали Курбонова[1]

## Р
- ул. Разина→ул. Зуфирхона Джавхари[8]
- ул. Революции→ул. Файзулло Ансори[1]
- ул. Репина→ул. Хайрулло Мирзоева[3]
- ул. Рудаки→ул. Саида Носира[1]

## С
- ул. Садовая→ул. Джума Одина[1]
- ул. Свердлова→ул. Мустафо Содикова[3]
- ул. Свириденко→ул. Бухоро[2]
- ул. Семашко→ул. Фаридуна Аттора[2]
- ул. Сергея Лазо →ул. Бодомзор[4]
- ул. Сеченова→ул. Закариё Рози[1]/ ул. Дамира Дустмухаммадова[14]
- ул. Советская→ул. Аълохона Афсахзода[4]
- ул. Софьи Ковалевской→ул. Ахрора Мухторова[3]
- ул. Спартака→ул. Гурминджа Завкибекова[3]
- ул. Студентческая→ул. Шукуфон[4]
- ул. Сурикова→ул. Абдулло Назри[15]

## Т
- ул. Табачная→ул. Навбахор[1]
- ул. Ташкентская→ул. Тошкент[6]
- ул. Тельмана→ул. Курбона Рахимова[2]
- ул. Титова→ул. Мирзо Мастонгулова[3]
- ул. Томина→ул. Само[16]
- ул. Тунис→ул. Хоразми[6]
- ул. Тургенева→ул. Одина Хошима[2]

## У
- ул. Ушакова→ул. Возеха[2]

## Ф
- ул. Фабричная→ул. Рахима Джалила[2]
- ул. Федина→ул. Муродулло Шерализода[2]
- ул. Федина 2→ул. Асадулло Гуломова[3]
- ул. Фрунзе→ул. Хомида Махмудова[2]
- ул. Фурманова→ул. Абдуфаттох Одинаева[3]
- ул. Фучика→ул. Мирали Махмадали[4]

## Х
- ул. Халтурина→ул. Носирджона Масуми[2]
- ул. Хлопзаводская→ул. Хабибулло Назарова[2]

## Ч
- ул. Чайкиной Лизы→ул. Давлата Гадоева[11]
- ул. Чайковского→ул. Наджмиддина Абдуллоева[7]
- ул. Чапаева→ул. Шероз[2]
- ул. Чекалина→ул. Сариосиё[2]
- ул. Чехова→ул. Нисора Мухаммада[2]
- ул. Чкалова→ул. Кандила Джураева[5]

## Ш-Щ
- пос. Школьный→ пос. Шафтолузор
- ул. Шапкина→ул. Моёншо Назаршоева[2]
- ул. Шараф→ул. Икроми[2]
- ул. Шаумяна→ул. Сухроба Шарипова[4]
- ул. Шерак→ул. Рохи нав[2]
- ул. Шестопавлова →ул. Дилкушо[4]
- ул. Шмидта→ул. Сафо[16]
- ул. Шураксойская→ул. Исомиддина Соатова[5]
- ул. Щорса→ул. Саломиддина Шаропова

## Ю
- ул. Южно-Обходная→ул. Зарнисор[12]